# Mette Davidsen
Pour les articles homonymes, voir Davidsen.
Mette Davidsen, née le 26 juin 1976 à Bergen, est une ancienne handballeuse internationale norvégienne.
Avec l'équipe de Norvège, elle participe notamment aux jeux olympiques de 1996. 
En 1999, elle remporte le titre de championne du monde avec la Norvège.

## Palmarès

### Sélection nationale
- Jeux olympiques
  - 4e aux Jeux olympiques de 1996, Atlanta, États-Unis
- Championnat du monde
  -  vainqueur du Championnat du monde 1999, Norvège / Danemark
  -  finaliste du Championnat du monde 1997, Allemagne
  -  3e du Championnat du monde 1993, Norvège
- Championnat d'Europe
  -  vainqueur du Championnat d'Europe 1998, Pays-Bas
  -  finaliste du Championnat d'Europe 1996, Danemark

### Club
- finaliste de la Coupe EHF en 2000 avec Tertnes IL